# The Acolyte
The Acolyte, también conocida como Star Wars: The Acolyte, era una serie de televisión estadounidense ciencia ficción creada por Leslye Headland para el servicio de  Disney+. Es parte de la franquicia Star Wars, ambientada al final de la era de la Alta República, cien años antes de los eventos de la Guerra de las galaxias y que hace una investigación Jedi sobre una serie de crímenes.
Amandla Stenberg, Lee Jung-jae, Manny Jacinto, Dafne Keen, Charlie Barnett, Jodie Turner-Smith, Rebecca Henderson, Dean-Charles Chapman, Joonas Suotamo y Carrie-Anne Moss protagonizan la serie. Headland expresó interés en trabajar en la franquicia Star Wars a finales de 2019 y estaba desarrollando una nueva serie para Lucasfilm en abril de 2020. El título se anunció en diciembre. El rodaje tuvo lugar en Londres y Shinfield Studios en Berkshire desde octubre de 2022 hasta junio de 2023, con localizaciones en Gales y Portugal.
The Acolyte se estrenó en Disney+ el 4 de junio de 2024 con sus dos primeros episodios. Los siguientes seis episodios se lanzaron semanalmente hasta el 16 de julio. Las críticas iniciales de los críticos fueron generalmente positivas, pero las críticas de la serie completa fueron menos positivas y criticaron especialmente el guion, aunque las secuencias de acción recibieron elogios. En agosto de 2024, la serie fue cancelada después de una temporada.

## Argumento
The Acolyte se sitúa al final de la era Alta República de la franquicia Star Wars, aproximadamente 100 años antes de Star Wars: Episodio I - La amenaza fantasma (1999). Una ex-padawan se reúne con su antiguo maestro Jedi para investigar una serie de crímenes, pero las fuerzas a las que se enfrentan son más siniestras de lo que jamás habían previsto.

## Reparto y personajes

### Protagonistas
- Amandla Stenberg como Verosha "Osha" y Mae-ho "Mae" Aniseya:
Hermanas gemelas que fueron separadas por una tragedia cuando eran jóvenes. Osha es la antigua Padawan aprendiz de Sol que dejó la Orden Jedi debido a la "agitación interna" que tiene con respecto a su conexión con la Fuerza. Se presume que Mae está muerta hasta que reaparece como una guerrera peligrosa que usa el lado oscuro de la Fuerza.[9] Stenberg estudió las películas de Star Wars y la enciclopedia en línea Wookieepedia en preparación para la serie,[10] y escribió historias de fondo para sus dos personajes. Las comparó con el concepto del yin y yang: Mae representa el yin, y Stenberg la describe como intuitiva y que actúa basándose en la emoción; Osha representa el yang, con una fachada más "masculina" que oculta su fragilidad.[11]
  - Lauren Brady como joven Osha[12]
  - Leah Brady como joven Mae[12]
- Lee Jung-jae como Sol:
Un respetado maestro Jedi.[13] Lee se sorprendió de que la creadora Leslye Headland lo quisiera para el personaje basándose en su actuación en El juego del calamar, sintiendo que los dos personajes eran muy diferentes. La serie es su primer papel en inglés y trabajó con dos profesores de dialecto cuatro meses antes del rodaje para poder interpretar sus líneas.[14] Se inspiró en Maestros Jedi anteriores de la franquicia, particularmente en la actuación de Liam Neeson como Qui-Gon Jinn,[15] y trabajó con Headland para ser específico sobre las emociones del personaje en cada escena debido a que Sol tenía que equilibrar el control de las emociones de un Jedi con sus sentimientos complicados hacia Osha y Mae.[14]
- Charlie Barnett como Yord Fandar: Un caballero Jedi y guardián del templo según las reglas[13]
- Dafne Keen como Jecki Lon: La joven padawan actual de Sol. Jecki es mitad humana, mitad Theelin al igual que Rystáll Sant, un personaje de fondo de la película Return of the Jedi (1983)[13]
- Jodie Turner-Smith como Madre Aniseya: La líder de un aquelarre de brujas de la Fuerza[13]
- Rebecca Henderson como Vernestra Rwoh: Una líder de la Orden Jedi que saltó a la fama como una joven prodigio[13]
- Carrie-Anne Moss como Indara:
Una Maestra Jedi experta en la lucha "Fuerza-fu",[13][16] que es asesinada por Mae al comienzo de la serie.[11] Headland quería que la audiencia sintiera inmediatamente que Indara era "la Jedi más poderosa de la sala". Se inspiró en la interpretación de Moss de Trinity en la Serie de películas The Matrix al crear el personaje y pretendía que el público viera a Indara como "Trinity con un sable de luz".[16] Headland consideró que la muerte del personaje marcó el tono de la serie, estableció que se puede matar a los Jedi e indicó que las suposiciones de la audiencia sobre quién es bueno y quién es malo podrían estar equivocado. Moss se unió a Stenberg en el set gracias a su trasfondo espiritual compartido.[11]
- Manny Jacinto como Qimir / The Stranger: El maestro Sith de Mae que se hace pasar por contrabandista.[13][17]
- Dean-Charles Chapman como Torbin: Un Maestro Jedi que hizo el Voto Barash, flotando en un estado silencioso de meditación de la Fuerza durante más de una década. Este voto se introdujo en el cómic Star Wars: Darth Vader (2017).[18]
- Joonas Suotamo como Kelnacca: Un Wookiee Jedi que vive una vida solitaria[13]
- Margarita Levieva como la Madre Koril[19]
- Harry Trevaldwyn como Mog: Un Jedi[20]
- David Harewood como Senador Rayencourt[21]

### Invitados
- Thara Schöön como Tasi Lowa: Padawan de Yord Fandar[22]
- Abigail Thorn como Eurus: una alférez[23]
- Amy Tsang como Rane: Una alférez bruja[24]
- Derek Arnold como Ki-Adi-Mundi: un Maestro Jedi[25]
- Hassan Taj como Bazil: un rastreador de Tynnan que ayuda a los Jedi. Los Tynnan fueron introducidos en la novela del Universo expandido de Star Wars (UE) Han Solo's Revenge (1979).[26]

Además, Darth Plagueis y el Maestro Jedi Yoda hacen cameos sin hablar en el episodio final.

## Episodios
| N.º | Título                                | Dirigido por      | Escrito por                                         | Fecha de lanzamiento original |
| --- | ------------------------------------- | ----------------- | --------------------------------------------------- | ----------------------------- |
| 1 | «Lost/Found» «Perdida/Encontrada»     | Leslye Headland   | Leslye Headland                                     | 4 de junio de 2024            |
| 100 años antes del surgimiento del Imperio Galáctico, la República Galáctica y la Orden Jedi presiden durante una época de paz de siglos. En un bar del planeta Ueda, la Maestra Jedi Indara es atacada y asesinada por una mujer que empuña dagas. El camarero identifica a Osha Aniseya, una ex aprendiz Jedi Padawan, como la asesina. Osha, que trabaja como meknek haciendo reparaciones peligrosas en el exterior de naves espaciales, niega haber cometido el crimen cuando es arrestada por el Caballero Jedi Yord Fandar y su padawan Tasi Lowa. De camino a Coruscant, la capital galáctica, los compañeros de prisión de Osha escapan y la dejan para que se estrelle en el planeta Carlac. Tiene una visión de su hermana gemela Mae, a quien se presume muerta en un incendio que ella inició y que aparentemente mató a su familia cuando eran jóvenes. Osha deduce que Mae está viva y es quien mató a Indara. La Maestra Jedi Vernestra Rwoh envía al Maestro Sol, el antiguo maestro de Osha, a Carlac con su actual padawan, Jecki Lon y Yord. Encuentran a Osha y Sol acepta su teoría sobre Mae. En otra parte, Mae se encuentra con su misterioso maestro, quien la ha desafiado a matar a un Jedi sin usar un arma. |                                       |                   |                                                     |                               |
| 2 | «Revenge/Justice» «Venganza/Justicia» | Leslye Headland   | Jason Micallef y Charmaine DeGrate                  | 4 de junio de 2024            |
| Mae intenta matar al Maestro Jedi Torbin en un templo en el planeta Olega, pero su meditación de la Fuerza se lo impide; Torbin ha estado flotando en meditación silenciosa durante más de una década. Vernestra envía a Sol, Jeckie, Yord y Osha a investigar este ataque. Mae se reagrupa con su proveedor, Qimir, quien la está ayudando a cazar a los cuatro Jedi que estaban estacionados en el planeta natal de ella y Osha, Brendok, en el momento del incendio: Indara, Torbin, Sol y el wookiee Kelnacca. Qimir le proporciona a Mae un veneno y le advierte que todavía necesita matar a uno de los cuatro sin un arma. Mae le ofrece el veneno a Torbin como absolución de su pasado. Deja de meditar y lo toma voluntariamente, muriendo justo cuando llegan los demás. Mae escapa y Osha se hace pasar por ella para obtener información de Qimir. Él revela la existencia del maestro de Mae y su plan general. Esa noche, Sol se enfrenta a Mae y le revela que Osha está viva. Osha intenta aturdir a Mae pero falla y Mae escapa de nuevo. Más tarde amenaza a Qimir por hablar con los Jedi, pero él la convence de que lo perdone porque se enteró de que Kelnacca vive en el planeta Khofar. |                                       |                   |                                                     |                               |
| 3 | «Destiny» «Destino»                   | Kogonada          | Jasmyne Flournoy y Eileen Shim                      | 11 de junio de 2024           |
| 16 años antes, Osha y Mae vivían con un aquelarre de brujas compuesto exclusivamente por mujeres en Brendok. Su madre y líder del aquelarre, Madre Aniseya, afirma que las gemelas no tienen padre. Fueron llevadas por otra bruja, Madre Koril. Aniseya les enseña a las niñas que los Jedi hacen un mal uso de la Fuerza, a la que ella llama el Hilo. Se someten a una ceremonia para ser admitidas en el aquelarre, por la que Mae está emocionada, pero Osha no. Antes de que Osha sea admitida, la ceremonia es interrumpida por las cuatro Jedi que expresan su preocupación de que las brujas estén entrenando a los niños. Reclaman el derecho de probar a las gemelas para determinar su idoneidad para convertirse en Jedi. Aniseya les pide a las niñas que no pasen la prueba. Mae lo hace, pero Osha elige pasarla y le dice a Aniseya que desea convertirse en Jedi. Enojada porque su hermana quiere dejarla, Mae encierra a Osha en su habitación y quema su diario. El fuego se propaga y Sol ayuda a Osha a ponerse a salvo; Ven a Mae aparentemente morir y encuentran al resto del aquelarre muerto también. Los Jedi llevan a Osha a Coruscant y Sol promete entrenarla como su Padawan. En Brendok, se muestra que Mae sobrevivió y comenzó a buscar a Osha.                                                                             |                                       |                   |                                                     |                               |
| 4 | «Day» «Día»                           | Alex Garcia Lopez | Claire Kiechel y Kor Adana                          | 18 de junio de 2024           |
| Mae y Qimir comienzan a buscar a Kelnacca en Khofar, donde se ha aislado en un bosque. Sol habla de Mae con varios Maestros Jedi que creen que su maestro debe ser un Jedi caído. Lo envían a él y a Osha para capturar a Mae con un grupo de Jedi, incluidos Yord y Jecki. En Khofar, utilizan el rastreador Tynnan Bazil para comenzar a buscar a Kelnacca siguiendo su olor. La conexión de Osha con la Fuerza comienza a crecer nuevamente y ella se conecta con un gran insecto en el bosque, que los ataca y es asesinado por Sol. Mae comienza a sentir que su misión de matar a un Jedi sin un arma es imposible y ya no es relevante para ella ahora que sabe que Osha está viva. Captura a Qimir en una trampa y se apresura a entregarse a Kelnacca, planeando volver a conectarse con Osha y decirle a los Jedi lo que sabe sobre su maestro. Sin embargo, descubre que Kelnacca ha sido asesinada por alguien que usó un sable de luz. Los demás pronto llegan y rodean a Mae, ordenándole que se rinda. Antes de que pueda hacer algo, su maestro aparece detrás de ellos. La figura activa un sable de luz rojo y usa la Fuerza para atacar a Osha y a los Jedi. |                                       |                   |                                                     |                               |
| 5 | «Night» «Noche»                       | Alex Garcia Lopez | Kor Adana y Cameron Squires                         | 25 de junio de 2024           |
| Osha es testigo de cómo el misterioso guerrero mata a todos los Jedi excepto a Yord, Jecki y Sol. Sol salva a Osha del guerrero y le exige que revele su identidad, pero el guerrero afirma que ya se reunió con Sol antes de desaparecer en el bosque. Jecki captura a Mae, pero el misterioso guerrero llega para matar a Mae por intentar traicionarlo. Jecki corta la máscara del guerrero antes de que la maten, revelando que él es Qimir. Sol llega e interroga a Qimir, quien dice ser un Sith. Tiene la intención de no dejar testigos para mantener su existencia en secreto. Yord embosca a Qimir, pero muere rápidamente. Sol vuelve a luchar contra Qimir y lo domina, pero Osha le impide matarlo. Coloca una luz sobre Qimir que hace que los insectos del bosque lo ataquen y se lo lleven. Mae usa la pistola eléctrica de Osha en Sol para poder hablar con Osha, pero terminan discutiendo sobre las elecciones de cada uno y Mae usa la Fuerza para dejar inconsciente a Osha. Mae roba la ropa de Osha y se hace pasar por su hermana cuando regresa con Sol, quien la lleva a su nave. Los sigue un desconfiado Bazil. Qimir se libera de los insectos y encuentra a Osha inconsciente. |                                       |                   |                                                     |                               |
| 6 | «Teach/Corrupt» «Enseñar/Corromper»   | Hanelle Culpepper | Leslye Headland y Jocelyn Bioh                      | 2 de julio de 2024            |
| Qimir lleva a Osha a un planeta desconocido donde cura sus heridas. Afirma ser un ex Jedi que fue traicionado por su maestro, estableciendo paralelismos con el pasado de Osha. Ella desconfía de él, pero finalmente acepta probarse su casco, que está hecho de cortosis metálica que bloquea el sable de luz. En la nave Jedi en Khofar, la interferencia interrumpe los intentos de Sol de contactar al Consejo Jedi; Un mensaje parcial sobre la pérdida de todo su equipo llega a Coruscant. Sol le pide a Mae que la ayude a arreglar el poder de la nave, todavía creyendo que ella es Osha, y Bazil la ataca. Mae lo domina y restablece el poder. Intenta que Sol le diga la verdad sobre lo que pasó en Brendok, pero sus palabras le revelan que ella no es Osha. Cuando se restablece la energía de la nave, Sol aturde a Mae y se va con ella justo cuando Vernestra y un pequeño grupo de Jedi llegan para investigar su mensaje. Encuentran la masacre y sospechan que un Jedi caído es el responsable, y un Jedi sugiere que solo Sol sería lo suficientemente poderoso como para matar a tantos. Cuando Mae despierta, Sol dice que le contará la verdad sobre lo que pasó en Brendok. |                                       |                   |                                                     |                               |
| 7 | «Choice» «Elección»                   | Kogonada          | Charmaine DeGrate y Jen Richards & Jasmyne Flournoy | 9 de julio de 2024            |
| 16 años antes, los cuatro Jedi descubren el aquelarre mientras investigan una posible "vergencia" en la Fuerza en Brendok, que podría crear vida. El Consejo Jedi decide que los gemelos son demasiado mayores y deben quedarse con el aquelarre, a pesar del deseo de Osha de convertirse en Jedi; Koril aviva la ira de Mae por la decisión de Osha, lo que lleva a Mae a iniciar accidentalmente el fuego. Los resultados del "recuento M" de los gemelos, que muestra su sensibilidad a la Fuerza, indican que fueron creados artificialmente con una sola conciencia dividida en dos cuerpos. Torbin, ansioso por regresar a Coruscant, ve esto como una prueba de la convergencia y se apresura a recuperar a las niñas. Sol lo sigue y la pareja se enfrenta al aquelarre antes de que lleguen Kelnacca e Indara. Sol mata a Aniseya cuando intenta usar su poder. Las brujas poseen a Kelnacca y lo usan para atacar a Torbin y Sol, hasta que Indara los domina. Sol no puede salvar a Mae y Osha de la fortaleza en llamas y elige salvar a Osha. Cuando regresan a Coruscant, Indara decide culpar del incidente del fuego a Mae y no contarle al consejo sobre las acciones de Sol para poder entrenar a Osha como su padawan. |                                       |                   |                                                     |                               |
| 8 | «The Acolyte» «La acólita»            | Hanelle Culpepper | Jason Micallef                                      | 16 de julio de 2024           |
| Osha tiene una visión de Mae y acepta llevar a Qimir hacia ella; una figura misteriosa observa mientras la pareja se marcha. Sol lleva a Mae a Brendok, donde pronto se les unen Qimir y Osha en las ruinas de la fortaleza de las brujas. Sol envía su ubicación a los Jedi y Vernestra reúne un grupo para detenerlos. Osha se enfrenta a Mae mientras Sol y Qimir pelean. Mae desarma a Sol pero decide dejarlo vivir para que pueda confesar sus crímenes al Consejo Jedi. Sol revela que Mae y Osha son la misma persona, creada a través de la convergencia con Brendok, y admite haber matado a Aniseya. Osha, furiosa, mata a Sol usando la Fuerza, corrompiendo el cristal Kyber en su sable de luz, que cambia de azul a rojo. Ella y Mae escapan antes de que llegue Vernestra y encuentre el cuerpo de Sol mientras siente a Qimir. Las hermanas se reconcilian y Osha acepta entrenar con Qimir. Borra la memoria de Mae cuando Mae dice que algún día la encontrará de nuevo. En Coruscant, el Senado se cansa de los secretos Jedi y lanza una investigación sobre la orden. Vernestra encubre lo que sucede culpando de los asesinatos de Torbin, Indara, Kelnacca y las brujas a Sol, que se suicidó. Qimir fue una vez su aprendiz y quiere la ayuda de una Mae amnésica para encontrarlo. Vernestra luego visita a un maestro Jedi familiar. |                                       |                   |                                                     |                               |

## Producción

### Desarrollo
En el estreno de la película Star Wars: The Rise of Skywalker (2019), le preguntaron a la guionista de televisión Leslye Headland sobre su interés en la franquicia Star Wars y reveló que era una gran fanática con muchas ideas para las películas de Star Wars que quería hacer si se lo pidiera la presidenta de Lucasfilm Kathleen Kennedy. Headland se puso en contacto con Lucasfilm para discutir sus ideas después de completar el trabajo en su serie Russian Doll (2019-2022) y presentó una nueva serie de Star Wars con un esquema de la primera temporada y una biblia de la serie completa. Kennedy acordó comenzar a trabajar en la serie durante esa reunión de presentación inicial, y en abril de 2020 se reveló que Headland escribiría y produciría una nueva Star Wars centrada en las mujeres. serie para el servicio de streaming Disney+. La contratación de personal para la serie había comenzado y se esperaba que se desarrollara en una parte de la línea temporal de la franquicia diferente a la de otros proyectos de Star Wars. Lucasfilm confirmó que la serie de Headland estaba en desarrollo el 4 de mayo. de 2020, que es el Día de Star Wars. En el evento del Día del Inversor de Disney el 10 de diciembre, Kennedy anunció que la serie se titularía The Acolyte. y se establecería al final de la era Alta República antes de los eventos de las principales películas de Star Wars. La ejecutiva de Lucasfilm, Rayne Roberts, codesarrolló la serie con Headland, quien fue influenciado por los juegos y novelas del Universo Expandido de Star Wars (UE). La primera temporada consta de ocho episodios, con Headland dirigiendo los dos primeros. Alex García López y Kogonada fue contratado para dirigir episodios en febrero de 2023, y se reveló que Hanelle Culpepper dirigió episodios en marzo de 2024. Los productores ejecutivos incluyen a Headland, Kennedy, Simon Emanuel, Jeff F. King y Jason Micallef, con Roberts, Damian Anderson, Eileen Shim y Rob Bredow como productores.
En marzo de 2024, Headland dijo que había presentado varias temporadas de la serie a Lucasfilm y que tenía un plan para una segunda temporada si se ordenaba. Ella notó que quería tomar un descanso después del lanzamiento de la primera temporada debido al largo cronograma de producción de la primera temporada, para poder responder a cualquier comentario de los fanáticos sobre la primera temporada al desarrollar la segunda. En agosto, la serie fue cancelada después de una temporada.

### Guion
En junio de 2021 se reunió una sala de escritores para la serie. Headland se aseguró de que el grupo incluyera escritores con diferentes relaciones con Star Wars, incluidos algunos que solo eran fanáticos de la trilogía original, algunos que eran específicamente fanáticos de los proyectos de Star Wars de Dave Filoni, y un escritor que nunca antes había visto Star Wars. Los escritores de la serie incluyeron a Jason Micallef, Charmaine DeGrate, Jasmyne Flournoy, Eileen Shim, Claire Kiechel, Kor Adana, Cameron Squires, Jocelyn Bioh y Jen Richards. Al presentar la serie a Lucasfilm, Headland la describió como Frozen se encuentra con Kill Bill. Respondiendo a la discusión sobre que la serie está "centrada en las mujeres", Headland dijo que tendría una protagonista femenina pero no excluiría personajes ni audiencias masculinas. Añadió que la serie introduce nuevos personajes e ideas para la franquicia que esperaba interesaran a los fans existentes, pero entendió que no a todos los fans les gustaría y sintió que estaba bien teniendo en cuenta que había tantos proyectos nuevos de "Star Wars" en marcha. producido. En mayo de 2022, Headland dijo que la escritura de la serie estaba prácticamente completa.
Headland quería explorar la franquicia Star Wars desde la perspectiva de los villanos. Ella sintió que la era de la Alta República sería el mejor momento en la línea de tiempo para hacer esto porque los Sith, que son los villanos de las películas, son considerablemente superados en número y se esconden durante este tiempo. Lucasfilm también quería representar el período de tiempo en la pantalla después de lanzar recientemente una iniciativa editorial ambientada en esa época, y porque querían explorar nuevas partes de la línea temporal de Star Wars alejadas de las películas y otras series. Headland señaló que The Acolyte fue el primer punto en la línea temporal de Star Wars que se vio en acción real en ese momento. Ella Quería abordar algunas críticas de los fanáticos a las películas de Star Wars, como cómo Darth Sidious asciende al poder sin que el Jedi lo sepa: "¿Cómo llegamos a un punto en el que un señor Sith puede ¿Infiltrarse en el Senado y ninguno de los Jedi se da cuenta? ¿[Qué] salió mal? Se consideraba afortunada de poder hacer esas preguntas en un proyecto real de Star Wars. Un tema clave en la franquicia de Headland fue" desamparado versus amenaza institucional", y en esta parte de la línea de tiempo son los Jedi quienes son la institución principal. A diferencia de los Jedi en las películas, que son figuras parecidas a monjes en tiempos de guerra, Headland dijo que los Jedi de la Alta República viven en una época de paz e iluminación similar al Renacimiento, como se ve en sus túnicas blancas y doradas que parecen no ensuciarse nunca. La serie cuestiona la práctica Jedi de entrenar a niños, y también explora diferentes puntos de vista sobre la Fuerza y la cantidad de poder y control que tienen los Jedi. Headland se inspiró en la película "Rashomon" (1950) para representar los acontecimientos desde múltiples perspectivas, especialmente la tragedia de Brendok, que es el misterio central de la serie. El tercer episodio, que es completamente un flashback de los acontecimientos en Brendok, se cuenta desde la perspectiva de Osha de los acontecimientos.
The Acolyte es un thriller de misterio con una historia serializada que se construye a lo largo de la primera temporada, inspirada en el enfoque de la serie de Star Wars Andor. Debido a que no hay conflictos ni guerras generales en la serie, Headland dijo que era "interesante hacer una Star Wars sin guerra". las secuencias de lucha son más íntimas, centrándose en duelos que desarrollan aún más a los personajes. Destacando que el creador de Star Wars George Lucas fue originalmente influenciada por las películas de samuráis de western y Akira Kurosawa, Headland decidió tomar más influencia de las películas de artes marciales que, en su opinión, eran "un poco más personales y menos global y galáctico". Estos incluían películas de wuxia de King Hu y Shaw Brothers Studio como Come Drink with Me (1966) y A Touch of Zen (1971). Similar a la serie Star Wars The Mandalorian, The Acolyte incluye Huevos de Pascua para los fanáticos de la trilogía original, trilogía precuela y la serie animada Star Wars: The Clone Wars, así como referencias a la UE y Star Wars Legends. Las referencias de la UE incluyen miembros de las especies Theelin y Zygerrian, así como algunos elementos narrativos. La serie presenta un aquelarre de brujas de la Fuerza, separadas de las brujas Hermanas de la Noche vistas en proyectos de Star Wars anteriores, inspirados en menciones de cultos a la Fuerza en los libros de la Alta República y la UE.

### Casting
El casting estaba en marcha a finales de junio de 2021, cuando Lucasfilm buscaba contratar a una joven de color para el papel principal. Amandla Stenberg estuvo en conversaciones para ese papel en diciembre. y se confirmó que sería elegido para julio de 2022. Jodie Turner-Smith y su coprotagonista de Russian Doll Charlie Barnett iniciaron negociaciones finales para unirse a la serie en septiembre de 2022, cuando Lee Jung-jae y Manny Jacinto fueron elegidos. Lee fue elegido como el protagonista masculino, después de que Headland quedara impresionada con su actuación en la serie de televisión El juego del calamar. A principios de noviembre, se reveló que Dafne Keen tendría un papel en la serie. Poco después, Lucasfilm confirmó el casting de Stenberg, Lee, Jacinto, Turner-Smith, Barnett y Keen, y anunció el casting de Dean-Charles Chapman, Carrie-Anne Moss y la esposa de Headland Rebecca Henderson. Headland tenía en mente a Stenberg, Barnett y Keen al crear sus personajes; quería ver a Keen con un sable de luz después de su interpretación del personaje X-23 en Logan (2017). Margarita Levieva fue elegida para un papel invitado a principios de diciembre.
En Star Wars Celebration London en abril de 2023, se reveló que Joonas Suotamo era parte del elenco de la serie como el Wookiee Jedi Kelnacca. Suotamo interpretó anteriormente al wookiee Chewbacca en las películas trilogía secuela y Solo: A Star Wars Story (2018). También en el convención, se reveló que Lee, Keen, Barnett, Henderson y Moss interpretarían a Jedi, con Henderson elegido como el personaje Vernestra Rwoh que fue presentado en la iniciativa editorial High Republic. En marzo de 2024, Headland dijo que Rwoh era el único personaje de los libros de la Alta República que aparecería en la primera temporada, pero que había otros personajes de High Republic que esperaba incluir en una posible segunda temporada. Sintió que Rwoh era importante por mostrar el estado de la Orden Jedi en la serie, contrastando su papel como líder de la orden con la joven prodigio que se la representa en los libros. También ese mes, se revelaron los detalles de los personajes de la mayor parte del elenco principal de la serie, con Stenberg como la ex aprendiz padawan Mae, Lee como el Maestro Jedi Sol, Jacinto como el ex contrabandista Qimir, Keen como la aprendiz padawan Jecki Lon, Barnett como el Caballero Jedi Yord Fandar, Turner-Smith como la líder del aquelarre, Madre Aniseya, y Moss como la Maestra Jedi Indara. Headland dijo que era una "obviedad" elegir a Moss como Indara, quien se inspiró en la interpretación de Moss de Trinity en la serie de películas de The Matrix.
En abril de 2024, se informó que David Harewood tendría un pequeño papel en la serie. A finales de mayo, una semana antes del estreno de la serie, Headland confirmó los viejos rumores de que Stenberg en realidad retrata a dos personajes de la serie: la previamente anunciada Mae y su hermana gemela Osha, quien es una ex aprendiz padawan. También afirmó que los personajes principales de las películas, como Yoda, que canónicamente está vivo durante el período de la serie, no aparecerían. Una versión más joven del Jedi Ki-Adi-Mundi, un personaje de las películas, aparece en la serie con Derek Arnold reemplazando al intérprete Silas Carson.

### Diseño
Headland señaló que la trilogía original tiene una calidad vivida, mientras que la trilogía precuela es más elegante y avanzada. Con The Acolyte, continuó con este concepto de "cuanto más retrocedes, más emocionantes, nuevas, elegantes e interesantes se ven las cosas". Para ella era importante replicar las túnicas Jedi blancas y doradas de los libros de la Alta República para simbolizar el estado de la Orden, en comparación con las túnicas marrones que se usaron más tarde en las películas. La diseñadora de vestuario Jennifer Bryan y el diseñador de criaturas Neal Scanlan trabajaron juntos en la máscara del Sith, que presenta un diseño de sonrisa con "dientes". Para ello, Headland se inspiró en el disfraz de conejo "grotesco" de la película Donnie Darko (2001). El disfraz del personaje también incluye elementos de los villanos anteriores de Star Wars Darth Vader y Darth Maul.

### Rodaje
La fotografía principal comenzó el 30 de octubre de 2022 en Shinfield Studios en Berkshire, bajo el título provisional Paradox. Headland, Kogonada, Lopez y Culpepper dirigieron dos episodios cada uno. James Friend y Chris Teague actuaron como directores de fotografía. Inicialmente se informó que la serie utilizaba la empresa de efectos visuales Industrial Light & Magic Stagecraft para filmar frente a fondos digitales en un video wall, como se hizo para The Mandalorian y su serie derivada, pero esto no fue el caso y Headland dijo que la serie se filmó principalmente en sets físicos en Londres.
El rodaje de locaciones había comenzado en Gales en enero de 2023, incluido el Parque Nacional Brecon Beacons. Desde mediados hasta finales de marzo, el rodaje tuvo lugar en la Isla de Madeira, Portugal. A principios de abril, se decía que solo quedaban unas pocas semanas de producción. restantes. El rodaje oficialmente acabó el 6 de junio. Headland dijo que la filmación transcurrió sin problemas a pesar de la duración de la producción y la cantidad de secuencias de acción y wire-work. Dijo que el elenco hizo la mayoría de sus propias escenas de acción, incluidos actores que habían trabajado en acción antes, como Lee, Keen y Moss. Stenberg, que era nueva en la acción, "se dedicó a entrenar e hizo un trabajo increíble en poco tiempo".

### Postproducción
Miikka Leskinen fue una de las editoras de la serie. Headland dijo que el trabajo de ADR no se pudo completar durante la huelga SAG-AFTRA 2023 que retrasó el final de la postproducción, pero la serie estuvo prácticamente terminada en marzo de 2024.

## Música
Michael Abels fue contratado para componer la música de la serie en febrero de 2024.

## Marketing
Headland y miembros del elenco presentaron las primeras imágenes de la serie en la Celebración de Star Wars en Londres en abril de 2023. Stenberg se disfrazó del personaje de Star Wars Padmé Amidala para la aparición, vistiendo un disfraz basado en la apariencia de ese personaje en la película Star Wars: Episodio II - El ataque de los clones (2002), que fue creado para ella por el departamento de vestuario de The Acolyte.
El primer tráiler se lanzó públicamente en marzo de 2024. Charles Pulliam-Moore de The Verge especuló que el personaje de Stenberg podría estar matando Jedi en la serie y destacó los aspectos más oscuros del tráiler. Ryan Dinsdale de IGN notó elementos en el tráiler que están asociados con la Alta República, incluidas las túnicas blancas y los sables de luz amarillos de algunos personajes Jedi, y comparó algunas escenas con la estética de las trilogías original y precuela. Escribiendo para Empire, Ben Travis discutió cómo la serie se había mantenido como un misterio durante tanto tiempo, pero finalmente estaba comenzando a revelar detalles públicamente. Opinó que, si bien Andor se centra en el drama humano, el tráiler indica que The Acolyte irá "a por todas con especies coloridas, sables de luz y usuarios de la Fuerza". Elogió la pequeña cantidad de acción mostrada en el tráiler. Lucasfilm anunció que el tráiler fue visto 51,3 millones de veces en sus primeras 24 horas, estableciendo un récord para la serie de streaming de la compañía al superar los tráilers de The Mandalorian, El libro de Boba Fett, Andor, Obi-Wan Kenobi y Ahsoka.
Se incluyó un avance exclusivo de la serie al final de las proyecciones teatrales del 25 aniversario de Star Wars: Episodio I - La amenaza fantasma (1999), que comenzaron el 3 de mayo a tiempo para el día de Star Wars el 4 de mayo. Más tarde ese mes, Lucasfilm y Stenberg lanzaron un video del actor interpretando el tema musical de John Williams de la Fuerza de las películas de Star Wars en el violín de su abuelo. Williams compuso un arreglo especial del tema para Stenberg, que fue grabado en el recién nombrado John Williams Music Building en Sony Pictures Studios en Culver City, California. Stenberg describió la experiencia como una oportunidad única en la vida. El estreno mundial de la serie, donde se proyectaron los dos primeros episodios, se llevó a cabo en El Capitan Theatre de Los Ángeles el 23 de mayo. Lee asistirá al Monte-Carlo Television Festival en junio para los medios franceses lanzamiento de la serie.

## Estreno
The Acolyte tiene previsto estrenarse en Disney+ el 4 de junio de 2024, con sus dos primeros episodios. Los otros seis episodios se lanzarán semanalmente.

## Recepción

### Audiencia
Disney anunció que la serie tuvo 4,8 millones de vistas en su primer día de estreno y 11,1 millones de vistas en sus primeros cinco días, lo que marca el estreno de una serie más grande del servicio de streaming en 2024 hasta el momento. La audiencia de cinco días estuvo por debajo de la de la serie anterior de Star Wars, Ahsoka, que tuvo 14 millones de vistas en sus primeros cinco días.

### Respuesta de la crítica
El sitio web del agregador de reseñas Rotten Tomatoes informó que el 85% de 150 críticos le dieron a la serie una reseña positiva, con una puntuación promedio de 7,15/10. El consenso crítico del sitio web dice: "Tomando nuevos riesgos con la tradición de Star Wars mientras se divierten de manera contagiosa jugando con los adornos estilísticos de una galaxia muy, muy lejana, The Acolyte es una serie de Padawan con el potencial de convertirse en un Maestro". En Metacritic, la serie tiene una puntuación promedio ponderado de 67 sobre 100 basada en 32 críticos, lo que indica críticas "generalmente favorables".
En la reseña de The Guardian, Graeme Virtue escribió que "Acolyte se beneficia de ser un nuevo comienzo tanto para los creadores como para el público, sin necesidad de hacer deberes". Anthony D'Alessandro escribe en Deadline: "Headland logra lo que originalmente pretendía la serie Star Wars: un universo intrigante y en expansión". Brian Lowry de CNN afirma: "Al exhibir influencias que mezclan películas de artes marciales, ficción para adultos jóvenes y el género policial, es una incorporación intrigante, aunque modesta, cuya falta de conexión con el canon existente demuestra ser tanto una ventaja como una desventaja". Alison Herman de Variety escribe: "Al darse permiso para hurgar en la mitología de Star Wars, The Acolyte cultiva el mismo sentido de curiosidad que exhibe sobre su propio universo". Alan Sepinwall de la revista Rolling Stone escribe: "Esta serie de precuelas de Star Wars no es una fuerza a tener en cuenta. Incluso un maestro Jedi veterano perdería la paciencia con la última incorporación de Disney+ al canon, que se centra en un par de gemelos, la venganza y... zzzzz".
Liz Shannon Miller de Consequence elogió la serie, afirmando que "se siente como un sueño para cualquiera que sienta curiosidad por todo el potencial de Star Wars". Rob Owen de The Seattle Times sintió que "el impulso del programa puede ser lento", y lamentó las "aburridas paradas de exposición" en los episodios. Destacó el potencial perdido del personaje de Moss para ser un Jedi veterano, "The Acolyte desperdicia esa oportunidad desde el principio". Ed Power de The Independent criticó el "diálogo atrozmente chirriante", y señaló el intento del programa de introducir "Force-Fu", afirmando que "no funciona del todo". Keith Watson de The Telegraph elogió las prótesis "impresionantes". Manuel Betancourt de The A.V. El Club escribe: "Con The Acolyte, la guionista y directora Leslye Headland ha creado una intrigante entrada en esta franquicia que abarca décadas y que emociona precisamente por la forma en que reutiliza tropos trillados de Star Wars al mismo tiempo que teje una historia completamente nueva anclada por una gran cantidad de personajes nuevos".
James Dyer, de la revista Empire, se mostró preocupado por el personaje de Stenberg y dijo que "es inquietante tener un protagonista que es tan abiertamente homicida". Criticó el diálogo "demasiado funcional" y se quejó de que los personajes están "poco dibujados". Nick Schager de The Daily Beast lo llamó "una pérdida de tiempo impactante", llamando al programa "tibio" y criticando las "sorpresas insulsas". Escribiendo para USA Today, Kelly Lawler se quejó de que "[está] lleno de falacias lógicas, diálogo cursi y tramas sin sentido", y sintió que contenía "los peores elementos de la trilogía de la precuela". Sam Adams de Slate escribe: "Es un programa que encoge el mundo en lugar de expandirlo, gastando su dinero en escenarios lujosos en lugar de construir entornos para que habitemos.

### Respuesta de la audiencia
Durante la producción y el marketing, la serie recibió críticas de gran parte del público en línea por ser "woke". Algunos problemas específicos incluyeron su descripción inicial como "centrada en las mujeres"; el casting de Stenberg, que usa tanto el pronombre she/her como el pronombre ellos/ellas; la prominencia general de las mujeres y las personas de color; y la idea de que Headland, que es abiertamente queer y también la primera mujer en crear una serie de Star Wars, estaba impulsando una "agenda LGBTQ+". La serie fue llamada "The Wokelyte" por algunos comentaristas. En mayo de 2024, Kennedy se pronunció en contra de los ataques personales dirigidos a Headland por el fandom de Star Wars, principalmente masculino. Headland dijo que no quería excluir a los fanáticos masculinos y esperaba que les gustara la serie. Ella se solidarizó con aquellos que estaban decepcionados por las recientes entregas de la franquicia, pero rechazó las quejas relacionadas con "intolerancia, racismo o discurso de odio".
Según Whip Media, que rastrea los datos de audiencia de más de 25 millones de usuarios en todo el mundo de su aplicación TV Time, The Acolyte fue la nueva serie más esperada de junio de 2024. Después del estreno de la serie, recibió calificaciones de audiencia negativas en Rotten Tomatoes, Metacritic y IMDb. Recibiendo un 15% en Rotten Tomatoes por parte de la audiencia, es una de las series peor calificadas de la franquicia. Esto se atribuyó a una campaña de bombardeo de reseñas, en parte porque muchas reseñas parecían ser generadas por IA o cuentas nuevas; se agregaron más de 10 000 reseñas de audiencia a Rotten Tomatoes en tres semanas, más del doble del número total recibido por proyectos de Star Wars que se lanzaron años antes; y proyectos con nombres similares fueron atacados, incluida un fan film de Star Wars de 2022 llamada The Acolyte y la película no relacionada de 2008 Acolytes.
Además de las pocas quejas de que la serie fuera "woke", que fueron repetidas por los comentaristas y los medios generalistas, Las respuestas de la audiencia a los tres primeros episodios se centraron en la representación negativa de los Jedi, la creación de Mae y Osha a través de la manipulación de la Fuerza que rompía el canon establecido por la propia Disney. Estas preocupaciones fueron desestimadas en inicio por los comentaristas favorables a la serie en ese momento: la representación de los Jedi en la serie la vieron como una continuación de una tendencia de las entregas anteriores de la franquicia, como la trilogía de las precuelas, pero sin embargo, carentes del tacto y la presentación de personajes carismáticos para tal efecto; y la creación de los gemelos aún no había sido explicada completamente por la serie. Aun así, una vez explicada, siguió sin convencer al público.
No obstante, la mayor parte de la crítica en línea y del público ajeno a las redes sociales sobre la serie tenía que ver con la falta de originalidad y los pobres diálogos de la serie, personajes mal desarrollados y principalmente planos y la inexactitud con la que trataban la historia previa y posterior de la saga, llegando a contradecirla, haciendo confusa su lectura para el aficionado casual.
En agosto de 2024, la serie sería cancelada, dado que sus cifras de reproducción fueron las más bajas de toda la franquicia de Star Wars en un episodio final al que el público no llegó porque dejó de verla tras los primeros tres episodios.
Otro de los puntos negativos que recibió la serie fue que varios de los personajes principales tuvieron una participación algo corta durante el transcurso de la historia y pierden la vida de una manera muy forzada y sin sentido, incluso desde el primer episodio, tomando en cuenta de que el póster oficial de la serie presenta a todos estos personajes como importantes, por lo que debía tener sentido de que estos estuviesen presentes durante toda la serie.

### Demanda
En marzo de 2023, Karyn McCarthy demandó a Lucasfilm por incumplimiento de contrato, afirmando que le ofrecieron un papel de productora tanto en The Acolyte como en la serie de Apple TV+ Sugar y eligió The Acolyte. Después de varias semanas de trabajo en abril de 2022 basado en un acuerdo inicial con Lucasfilm, McCarthy alegó que el estudio decidió poner fin a su acuerdo y no pagarle por su trabajo hasta el momento. En ese momento, el rol Sugar no estaba disponible.

## Otros medios
Marvel Comics publicará un cómic one-shot el 4 de septiembre de 2024, que cierra la brecha entre la iniciativa editorial High Republic y los eventos de The Acolyte. Titulado Star Wars: The Acolyte – Kelnacca, el one-shot fue escrito por el escritor de la Alta República Cavan Scott con arte de Marika Cresta. Se centra en Kelnacca, el Jedi wookiee presentado en The Acolyte.